# Щиборівка

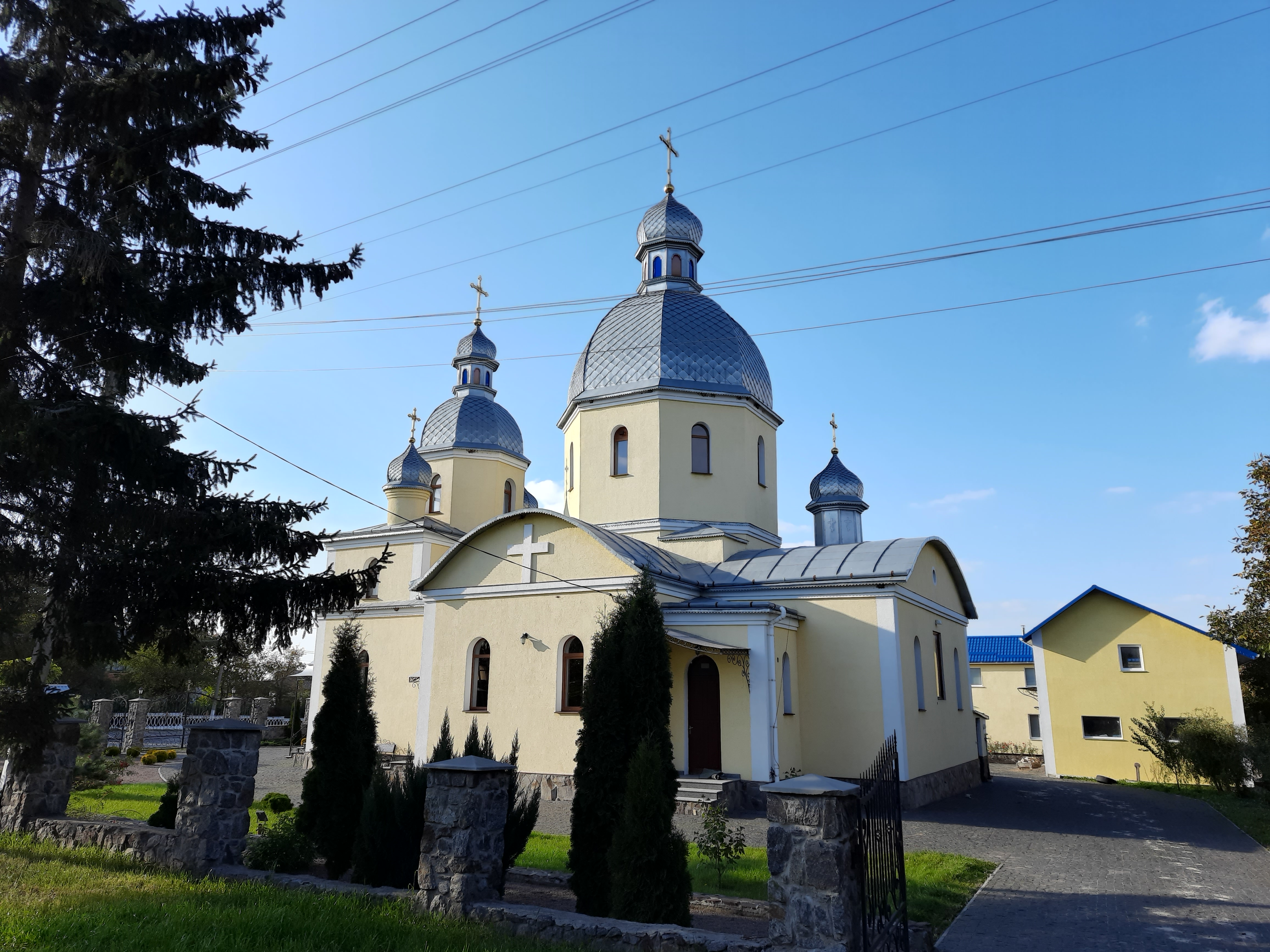
Церква Івана Богослова

Щибо́рівка — село в Україні, у Хмельницькому районі Хмельницької області. Адміністративний центр Щиборівської сільської громади. Населення становить близько 680 осіб. Залізнична станція Красилів на лінії Старокостянтинів I — Гречани.

## Географія
Село розташоване на правому березі річки Случ.

## Історія
У 1906 році село Красилівської волості Старокостянтинівського повіту Волинської губернії. Відстань від повітового міста 27 верст, від волості 5. Дворів 43, мешканців 286.
У книжці, Походження назв і сіл Красилівщини, на 13 сторінці та 5 абзаці написано легенду про виникнення села. Чується вона так, "Старожили села Щиборівка розповідають, що в цій місцевості дуже давно жив купець Щербатий Гнат. Він мав на хуторі свою лавку і торгував різними товарами. Люди з навколишніх сіл приїжджали сюди і допитувались: 
- Де купляти речі? 
- У Гната Щербатого, або у Щербатого у лавці.
Потім це поселення називалось Щербатов, пізніше стало іменуватись Щиборівкою."